# Челенца сул Трињо
Челенца сул Трињо (итал. Celenza sul Trigno) је насеље у Италији у округу Кјети, региону Абруцо.
Према процени из 2011. у насељу је живело 924 становника. Насеље се налази на надморској висини од 603 м.

## Становништво
Према резултатима пописа становништва 2011. у општини је живело 974 становника.
| 1931. | 1936. | 1951. | 1961. | 1971. | 1981. | 1991. | 2001. | 2011. |
| ----- | ----- | ----- | ----- | ----- | ----- | ----- | ----- | ----- |
| 1.696 | 1.749 | 1.823 | 1.813 | 1.400 | 1.339 | 1.246 | 1.098 | 974   |

## Партнерски градови
- Vernio